# 三官堂站 (成都市)
三官堂站位于中华人民共和国四川省成都市锦江区，目前为成都地铁6号线的一座车站。本站于2020年12月18日随成都地铁6号线开通而启用。

## 车站结构
本站为地下二层12米宽岛式站台车站。
| 地面                             | 0    | 出入口 |
| 地下一层                         | 站厅 | 自助购票、客服中心                                                                                                 |
| 地下二层                         | 站台 | \| \| \| 6号线往望丛祠（顺江路） \| \| 島式 · 開左邊车门 · 无障碍卫生间 \| \| \| \| \| \| 6号线往兰家沟（东光） \| |
|                                  |      | 6号线往望丛祠（顺江路）                                                                                            |
| 島式 · 開左邊车门 · 无障碍卫生间 |      | |
|                                  |      | 6号线往兰家沟（东光）                                                                                              |

## 出入口
本站目前开放4个出入口。
| 编号     | 设施                | 指示                                                   | 照片 |
| -------- | ------------------- | ------------------------------------------------------ | ---- |
|          |                     | 顺江路、龙舟路、莲桂南路                               |      |
| 出口 · B | 无障碍卫生间 哺乳室 | 三官堂街、石牛堰路、橡树林路、河滨路、四川大学望江校区 |      |
| 出口 · C |                     | 三官堂街                                               |      |
| 出口 · D | 无障碍电梯          | 三官堂街、龙舟路、莲桂南路、二环高架路                 |      |